# Tortula omissa
Tortula omissa är en bladmossart som beskrevs av Thériot 1927. Tortula omissa ingår i släktet tussmossor, och familjen Pottiaceae. Inga underarter finns listade i Catalogue of Life.